# Giulia Lorenzoni
Giulia Lorenzoni (Brescia, 11 marzo 1940) è un'ex schermitrice italiana, specializzata nel fioretto. Ha vinto una medaglia di bronzo ai Campionati mondiali di scherma e quattro titoli individuali femminili nel fioretto..

## Palmarès
In carriera ha ottenuto i seguenti risultati:
Mondiali
Individuale
A squadre
- Bronzo nel fioretto a Parigi 1965

Campionati italiani
Individuale
- Oro nel fioretto nel 1966
- Oro nel fioretto nel 1970
- Oro nel fioretto nel 1974
- Oro nel fioretto a Rimini 1976

A squadre